# México nos Jogos Paralímpicos de Verão de 1988
México participou dos Jogos Paralímpicos de Verão de 1988, que foram realizados na cidade de Seul, na Coreia do Sul, entre os dias 15 e 24 de outubro de 1988.
A equipe mexicana obteve 23 medalhas, das quais 8 de ouro, e terminou a participação na vigésima quarta colocação no quadro de medalhas.